# Oswulf z Nortumbrii
Oswulf z Nortumbrii, Osulf, Osulfus, Osuulf, Osuulfus (nieznana data urodzenia; zm. 24 lipca 759 w Market Weighton)  - władca anglosaskiego królestwa Nortumbrii w latach 758-759.
Informacje o Oswulfie pochodzą w zasadzie z dwóch źródeł: z Kroniki Anglosaskiej oraz z anonimowej kontynuacji kroniki Bedy Czcigodnego Continuation of Bede's Ecclesiastical History.
Oswulf objął tron Nortumbrii po abdykacji Eadberta, który zdecydował się wstąpić do klasztoru w Yorku i przekazał władzę synowi. Jego ojciec władał krajem przez 20 lat, blisko współpracując ze swym bratem a stryjem Oswulfa, Egbertem, biskupem Yorku. Oswulf nie miał tyle szczęścia. Już w drugim roku swego panowania został zamordowany przez swych dworzan. Stało się to 24 lipca 759 roku.
Następcą Oswulfa został Etelwald Moll. Niektórzy historycy uważają, że błyskawiczna sukcesja Etelwalda świadczyć może o jego zaangażowaniu w spisek, którego wynikiem było zamordowanie Oswulfa.